# Государственный лётно-испытательный центр Министерства обороны имени В. П. Чкалова
Государственный лётно-испытательный ордена Ленина Краснознаменный ордена Суворова центр Министерства обороны имени В. П. Чкалова (929 ГЛИЦ ВВС) — российское авиационное научно-исследовательское и испытательное военное учреждение. Это основное учреждение ВВС Вооруженных Сил России, в котором перед поступлением на вооружение проходит испытания военная авиационная техника и средства авиационного вооружения.
В ГЛИЦ и на входящих в его состав научных центрах, лабораториях и полигонах осуществляются большинство полётов по программе государственных испытаний, включая все полёты на отработку боевого применения и испытания нового вооружения. Ни один тип самолёта, вертолёта или образец авиационных средств поражения не поступает на вооружение ВВС России, а в прошлом СССР, и других видов Вооружённых Сил не пройдя испытаний в ГЛИЦ. После 1991 года, с расширением поставок российских боевых самолётов на экспорт, в центре проходят испытания и новые модификации летательных аппаратов, специально разработанные по контрактам с зарубежными заказчиками.
С 1920 года по настоящее время здесь испытано более 390 типов летательных аппаратов, из которых 280 типов было принято на вооружение. Только в 1999 году в ГЛИЦ провели 191 испытательную работу. Научно-исследовательская работа в ГЛИЦ ориентирована на методическое обеспечение оценки перспективной авиатехники, разработку общих технических требований ВВС и повышение боевых возможностей серийных ЛА. Объем НИР в 1995 году составлял в среднем 88 (из них 6 летных, для сравнения в 1986 году 1320 НИР) плюс до 400 военно-научных работ.
В Центре ежегодно проводится более 220 самостоятельных испытаний с выполнением более 1600 полетов и 70 научно-исследовательских работ, в том числе и в воздухе. ГЛИЦ сотрудничает более чем со 120 организациями промышленности, научными институтами, военными научно-исследовательскими учреждениями и строевыми частями. Центр обладает единственной в стране уникальной экспериментально-испытательной базой. Только здесь может быть выполнена в полном объеме оценка новой и модернизированной авиационной техники и вооружения на соответствие тактико-техническим требованиям заказчика.
За свою историю ГЛИЦ им. В. П. Чкалова стал альма-матер известных летчиков, штурманов и инженеров испытателей. Здесь проходили службу и работали пятеро дважды Героев Советского Союза, девяносто шесть Героев Советского Союза и двадцать пять Героев России. В мирное время боевыми орденами награждено более 3000 военнослужащих.
В среде испытателей выросло 16 лауреатов Сталинской, Ленинской премий и премии Ленинского комсомола; 58 лауреатов Государственной премии; более 100 заслуженных летчиков и штурманов испытателей; более 30 заслуженных военных специалистов и деятелей науки; более 100 мастеров спорта и рекордсменов мира и России по авиационным видам спорта.
В стенах ГЛИЦ защитились 44 доктора наук и более 550 кандидатов наук. Докторский диссертационный совет ГЛИЦ ежегодно проводит плодотворную работу по повышению научного потенциала Центра. В ГЛИЦ создана и функционирует школа подготовки летчиков, штурманов и инженеров-испытателей. В 2014 году получена бессрочная лицензия на осуществление образовательной деятельности в сфере дополнительного профессионального образования по программам переподготовки летчиков, штурманов и инженеров для выполнения нового вида профессиональной деятельности. Ведется переподготовка по семи программам.
Из-за вторжения России на Украину лётно-испытательный центр находится под санкциями США и Новой Зеландии

## Структура
В соответствии с широким кругом решаемых задач и разнообразием тематики проводимых испытаний в структуре ГЛИЦ, основная научная и испытательная база которого находится в городе Ахтубинск (Астраханской области), имеется несколько испытательных центров и в других частях России. Подготовка военных лётчиков-испытателей ГЛИЦ производится в Центре подготовке лётчиков-испытателей ВВС в Ахтубинске.

### Управление Центра и основные подразделения
Расположены в городе Ахтубинск Астраханской области.
Самолёты, их оборудование и вооружение, средства наземного обслуживания и обеспечения полётов, а также беспилотные самолёты проходят здесь государственные, контрольные и специальные испытания. Имеются аэродром, авиаполигоны и радиополигон, многочисленные специализированные лаборатории и стенды, комплекс высотно-климатических и механических испытаний.
Здесь также находятся:
- Филиал Московского авиационного института (МАИ) «Взлёт»
- Управление испытаний авиационных двигателей (подразделение ГЛИЦ).
- Центр подготовки лётчиков-испытателей ВВС (создан в 1973 году[7]). Три отделения — самолётное, вертолётное и штурманское.

Трассово-измерительный комплекс (ТИК) предназначен для использования объединённых в единый полигонно-измерительный комплекс объектов и боевых полей, которые обеспечивают лётные испытания образцов авиационной техники и вооружения, проведение боевой подготовки строевых частей Военно-воздушных сил и авиации Военно-морского флота, а также участвуют в проведении других лётных испытаний образцов вооружения Вооружённых Сил РФ. ТИК включает в себя системы управления объектами, сбора и обработки информации, пять полигонов и три испытательные станции, две комендатуры. Самый большой авиаполигон в России — Грошево (Владимировка), в 22 км от Ахтубинска; остальные находятся в Казахстане: Тургай, Сагыз, Суюндук, Теректа и Атырау, на расстоянии 500—800 км от Ахтубинска.

### ИЦ Чкаловский (Филиал ГЛИЦ МО РФ)
Расположен на аэродроме Чкаловский в Московской области.
Испытательный центр ведёт испытания и оценку вертолётных авиационных комплексов, самолётов первоначального обучения, самолётов военно-транспортной авиации, их оборудования и вооружения. Также здесь испытываются авиационные и ракетные двигатели, системы жизнеобеспечения и спасения экипажей летательных аппаратов и пилотируемых космических кораблей, оцениваются возможность десантирования и авиатранспортабельность техники Сухопутных войск, ПВО, ВДВ и РВСН. База имеет уникальное лабораторное и стендовое оборудование, барокамерные комплексы, что позволяет проводить тренировки космических экипажей.

### ИЦ Вольск
Расположен в городе Вольск Саратовской области.
Воздухоплавательный центр, испытывающий свободные и привязные аэростатические комплексы, пневматические сооружения военного назначения.

### ИЦ Нальчик
Расположен в городе Нальчик в Кабардино-Балкарии.
Высокогорный полигон для заключительных этапов лётных испытаний авиакомплексов и беспилотных летательных аппаратов. Здесь отрабатываются тактика и методы боевого применения авиационных средств поражения в горах, базирование и эксплуатация вертолётов в горах.
ИЦ Геленджик

## История

### Создание
К началу 1916 года высшее военное руководство России начало проявлять обеспокоенность тем, что, несмотря на достаточный общий количественный уровень самолетостроения, испытательное дело в стране не было централизовано. Самолеты испытывали в авиашколах, во Всероссийском аэроклубе, на заводах и в авиачастях. Многие конструкторы — И. И. Сикорский, С. В. Гризодубов, С. Р. Энгельс, А. Н. Вегенер и другие — лично занимались испытаниями своих образцов.
В начале 1916 года решением Государственной Думы в системе военных учреждений было создано специальное управление, которое занималось организацией российского Военно-воздушного флота (ВВФ) и его снабжением авиационным и воздухоплавательным имуществом. 13 апреля (31 марта) 1916 г. вышло постановление Военного Совета о формировании Управления военно-воздушного флота (Увофлот) в непосредственном подчинении Военному министру.
Для производства опытов и исследований, разрешения технических вопросов по авиационному и воздухоплавательному снаряжению 16 апреля (29 апреля) 1916 года решением Военного Совета образован Главный аэродром с испытательной станцией и мастерскими.
30 апреля (3 мая) 1916 г. Военное министерство издало приказ, согласно которому при Увофлоте теперь состояли: Технический комитет, который являлся генератором и контролером авиационных технических идей; Приемная часть, занимавшаяся приемкой аэропланов для ВВФ; Главный аэродром — учреждение, предназначавшееся для испытаний самолетов на земле и в полетах.
Главный аэродром и явился прародителем Государственного ордена Ленина Краснознаменного Научно-испытательного института Военно-воздушных сил — Государственного летно-испытательного центра им. В. П. Чкалова. Главный аэродром располагался в Петрограде за Московской заставой у железнодорожной станции «Царская Ветка».
В 1916-17 гг. на Главном аэродроме проходили испытания нескольких типов самолетов: самолет С-2 (конструктор Рябоконь), варианты самолета «Илья Муромец» (конструктор И. И. Сикорский), трехмоторный гидросамолет «Морской крейсер» (МК-1), гидросамолет «ГАСН» торпедоносец с толкающим винтом (конструктор П. А. Шишков), морской разведчик «Аист». Практика испытательных полетов на Главном аэродроме показала неудобство географического положения этого аэродрома из-за неблагоприятных погодных условий.
21 сентября 1920 года Приказом Реввоенсовета № 1903 были официально учреждены «Положение» и штат Опытного аэродрома (ОА) при Главном Управлении Рабоче-Крестьянского Красного Воздушного Флота (ГУ РККВФ). Местом его базирования было определен Центральный аэродром в Москве (Ходынка). Это была первая в стране исследовательская и испытательная структура, предназначенная для проведения испытаний новой авиационной техники. Штатная численность личного состава Опытного аэродрома составляла 158 человек (в том числе 4 летчика и 36 специалистов инженерно-технического состава). Аэродром формировался на базе Летного отдела Главвоздухофлота, с дислокацией на Ходынском поле Москвы.
На Опытном аэродроме ГУ РККВФ сразу же приступили к летным испытаниям самолетов преимущественно иностранного производства, а также трофейных. Первыми испытаниями, проведенными на Опытном аэродроме, были испытания английского трофейного самолета ДН-4 и французских истребителей Ньюпор XXI и XXIV. В связи с началом разработок первых отечественных самолетов значительно увеличился объем работ военных летчиков-испытателей. Поэтому приказом Реввоенсовета от 6 октября 1922 года Опытный аэродром был преобразован в Научно-опытный аэродром при ГУ РККВФ. При этом численность летного состава была увеличена до 14 человек, а общее количество личного состава достигло 220 человек.
24 октября 1924 года НОА при ГУ РККВФ был снова преобразован в Научно-Опытный аэродром ВВС СССР. Стремительное развитие советской авиации и необходимость расширения испытательных работ по новым самолетам потребовали также и изменений в статусе Научно-опытного аэродрома. Приказом Реввоенсовета СССР от 12 октября 1926 года Опытный аэродром был преобразован в Научно-испытательный институт ВВС РККА (НИИ ВВС РККА).
Специалисты Научно-опытного аэродрома в 1923—1926 годах провели испытания первых советских самолетов АНТ-2, ИЛ-400 (И-1), Р-1, Р-3, ТБ-1, а также ряда зарубежных образцов и различных новых систем вооружения.
Впоследствии уже все образцы авиационной техники принимались на вооружение ВВС только после получения положительного заключения от НИИ ВВС. За первые 4 года в НИИ ВВС было испытано 960 объектов авиационной техники и вооружений (в том числе 195 самолётов), а также проведено 88 научно-исследовательских работ. Кроме того, в этот период лётчики НИИ ВВС осуществили несколько дальних перелётов на самолётах «Страна Советов» (ТБ-1) и «Крылья Советов» (АНТ-9).
В 1927 году экипаж самолёта Р-3 «Наш ответ» в составе лётчика С. А. Шестакова и штурмана В. В. Фуфаева выполнили дальний «восточный перелёт» по маршруту Москва — Токио — Москва, преодолев расстояние в 22 тысячи километров за 153 часа. В 1929 году они же вместе со вторым пилотом Ф. С. Болотовым и штурманом В. В. Стерлиговым на ТБ-1 «Страна Советов» за 137 часов лётного времени совершили перелёт из Москвы в Нью-Йорк и обратно.

### 1930-е годы
Дальнейшее совершенствование и развитие испытательной базы института, а также увеличение объема работ, осложнялось базированием аэродрома вблизи центра Москвы, на Ходынском поле города (Центральном аэродроме). В связи с этим в конце 1929 года было решено перевести его на новый аэродром, строительство которого началось примерно в 40 км к востоку от центра Москвы, недалеко от подмосковного города Щелково и платформы Ярославской железной дороги, носящей ныне имя Чкаловская. С конца 1930-х годов этот аэродром и выросший рядом с ним поселок, тоже носят название Чкаловский.
Согласно новому Положению о НИИ ВВС (от 26 июня 1929 года) аэродром стал «техническим контрольным средством ВВС и имел своим назначением производство научно-испытательных работ по всем отраслям применения Военно-воздушных сил и по усовершенствованию их материальной части, и вооружения». В структуре института имелось уже 11 отделов: применения, воздушных испытаний, вооружения, аэронавигационный, технический, винтомоторный, радио, электротехнический, фототехнический, воздухоплавательный и административно-технический. Число отделов к 1931 году увеличили до 19. В 1932 году началось перебазирование НИИ ВВС на аэродром Чкаловский, вблизи города Щёлково Московской области. Перебазирование из обыденного события превратилось в парад — первый воздушный парад с пролётом над Красной площадью. Возглавил колонну из 46 крылатых машин по три в ряд самолёт ТБ-3 с бортовым номером 311, управляемый экипажем В. П. Чкалова.
K концу 1935 года процесс передислокации был полностью завершён. В марте 1932 года специально открыли Морскую испытательную станцию для испытаний гидросамолётов в городе Севастополе.
В 1930-е годы в институте проводились работы под руководством В. С. Вахмистрова по созданию «самолёта-звена», состоящего из тяжелого бомбардировщика и пристыкованных к его крылу нескольких истребителей. В итоге было испытано несколько конфигураций таких «звеньев» с разным составом самолётов. Кроме того, лётчики НИИ ВВС в это время выполнили ряд новых рекордных сверхдальних перелётов, получивших мировую известность. Основной объем исследований института в предвоенные годы был связан с испытаниями новых, а также модифицированных самолётов И-15, И-16, И-153, ДБ-3 и СБ. Непосредственно перед войной, на рубеже 1940-х годов, в институте были испытаны прототипы будущих серийных истребителей МиГ-1, Як-1, ЛаГГ-1, штурмовика Ил-2, бомбардировщика Пе-2 и многих других.
В довоенный период в Институте служили известные лётчики-испытатели В. П. Чкалов, В. В. Коккинаки, С. П. Супрун, Г. Ф. Байдуков, а также многие другие легендарные лётчики и штурманы, доказавшие надежность отечественной авиационной техники в дальних перелётах.
Репрессии в Красной Армии не обошли стороной и НИИ ВВС. Были арестованы начальники НИИ бригинженер П. С. Дубенский (расстрелян 22.03.1938), комкор В. К. Лавров (расстрелян 29.07.1938), комдив Н. Н. Бажанов (22.11.1937, расстрелян 15.09.1938), генерал-майор авиации А. И. Филин (23.05.1941, расстрелян 23.02.1942), генерал-полковник ИАС А. К. Репин (1946).

### Годы Великой Отечественной войны
В июне 1941 года решением командования на базе НИИ ВВС были сформированы 3 истребительных авиационных полка (401, 402, 403), 2 полка пикирующих бомбардировщиков (410, 411), 2 авиаполка тяжелых бомбардировщиков (420, 421), полк штурмовиков (430), разведывательная авиаэскадрилья (38) и 3 батальона аэродромного обеспечения (760, 761, 762). Основу их составили лучшие лётчики, штурманы, инженеры и техники из тех, кто участвовал в боевых действиях в Испании, Китае, Монголии и на Карельском перешейке. Испытатели отправились на фронт, а в связи с его приближением к Москве советское правительство приняло решение об эвакуации НИИ ВВС с Чкаловского аэродрома в Свердловск. За время пребывания в Свердловске Институтом было проведено 2200 испытаний, в том числе 209 испытаний самолётов, 173 по моторам, 25 по воздушным винтам, 850 по спецоборудованию, 48 по материалам и конструкциям. Выполнено 306 научно-исследовательских работ.
Однако уже с конца 1941 года из-за необходимости расширения испытательных работ по модифицированным и новым самолётам для фронта бывшие сотрудники НИИ ВВС стали отзываться обратно из строевых частей в институт. Особое значение имело испытание первого экспериментального истребителя-перехватчика БИ-1 с жидкостно-реактивным (ракетным) двигателем, которое провёл отозванный с фронта лётчик-испытатель Г. Я. Бахчиванджи.
Перелом в ходе войны позволил НИИ ВВС вернуться на своё прежнее место в Чкаловскую (согласно приказу Национального комитета обороны от 25 января 1943 года). Возвращение на основную базу значительно улучшило условия работы института и увеличило возможности оказания помощи фронту. Лётчики НИИ ВВС в Чкаловской продолжили испытания новых самолётов — Як-3, Ла-7 и других. На завершающем этапе Великой Отечественной войны работы НИИ ВВС и выделившихся незадолго до этого из него НИИ авиационного вооружения (НИИ АВ ВВС) и НИИ специальных служб ВВС (НИИ СС ВВС), масштабы и значение их деятельности в области технического оснащения ВВС и разработки способов боевого применения новой авиационной техники стали перерастать ведомственные рамки. Необходимо было обеспечить своевременную и квалифицированную координацию работ в различных отраслях авиационной промышленности, единое руководство работой всех испытательных учреждений. Возникла острая необходимость в создании единого государственного испытательного центра, способного нести всю полноту ответственности за испытание всей авиационной техники. Постановлением Государственного комитета обороны СССР (от 1 мая 1944 года) на основе объединения НИИ ВВС, НИИ АВ ВВС и НИИ СС ВВС был создан такой единый центр, получивший наименование Государственный научно-испытательный институт ВВС Красной Армии (ГНИИ ВВС КА), его начальником был назначен руководитель ГУ ИАС Красной Армии генерал-полковник ИАС А. К. Репин. Общая численность личного состава объединенного института составила 2524 военнослужащих (в том числе 105 человек лётно-штурманского состава) и 1050 служащих. После того, как в июне 1944 года институт был преобразован в Государственный научно-испытательный институт ВВС (ГосНИИ ВВС), группу отделов моторов и топлив преобразовали в Управление испытаний моторов и топлив ГосНИИ ВВС.
Деятельность НИИ ВВС во время Великой Отечественной войны была высоко оценена советским правительством: 1 июля 1944 года Указом Президиума Верховного Совета СССР НИИ ВВС был награжден орденом Боевого Красного Знамени. Наименование ордена было включено в название института, и за ним на долгие годы закрепилась аббревиатура ГК НИИ ВВС (Государственный Краснознаменный НИИ ВВС).

### Послевоенные годы
Первые послевоенные годы — эпоха массового внедрения реактивных двигателей на боевые самолёты. 15 августа 1945 года наступила эра реактивной авиации, когда лётчик-испытатель НИИ ВВС А. Г. Кочетков взлетел на Me-262 с турбореактивными двигателями. Лётчики ГК НИИ ВВС в это время провели испытания первых советских реактивных истребителей и бомбардировщиков Як-15, МиГ-9, Ил-22, Ту-14, а затем ставших массовыми МиГ-15, Ил-28, Ту-16 и многих других. Стремительное развитие реактивной авиации рождало немало проблем. Высокие скорости казалось не оставляли лётчику шансов для спасения в случае его катапультирования при аварийной ситуации. 7 октября 1948 года лётчик-испытатель НИИ капитан Вячеслав Быстров на самолёте УТИ МиГ-9 испытал катапультное кресло.
Параллельно активно развивается и ракетная техника. Для ее испытаний в мае 1946 года на юге России, в районе населенных пунктов Капустин Яр и Владимировка, создается Государственный центральный полигон Министерства Вооруженных Сил (ГЦП МВС), 2-му управлению которого была поручена отработка создаваемой техники авиационного ракетного вооружения. 20 мая 1949 года это управление было выведено из состава ГЦП МВС и включено в штат ГК НИИ ВВС, образовав его 6-е управление. Таким образом, с июля 1949 года местом его постоянной дислокации становится село Владимировка (Астраханской области). За короткий период 6-е управление было преобразовано в Научно-исследовательский полигон ВВС, а позже — в 6-й ГНИИ ВВС. Именно в нем в 1950-е годы прошли испытания все виды советского авиационного ракетного вооружения классов «воздух-воздух» и «воздух-поверхность», поступившие позже на вооружение истребителей и перехватчиков Су-9, МиГ-19, МиГ-21, бомбардировщиков-ракетоносцев Ту-16 и Ту-95.
С января 1952 года открыт специальный диссертационный совет, благодаря которому многие специалисты защитили диссертации на соискание учёной степени доктора и кандидата технических наук.
2 сентября 1958 года в Ахтубинск прибыл Первый секретарь ЦК КПСС, Председатель Совета Министров СССР Никита Сергеевич Хрущёв. Ему было показано поражение самолёта-мишени Ил-28 в воздухе ракетами РС-2-У с самолёта МиГ-19ПМ лётчиком-испытателем института М. И. Бобровицким.

### 1960—1980 годы
В декабре 1960 года было принято решение о крупнейшей реорганизации научно-испытательных учреждений ВВС. На базе ГК НИИ ВВС (Чкаловская), 6 ГНИИ ВВС (Владимировка), Воздухоплавательного научно-испытательного центра (Вольск), 8-го Лётно-испытательного центра морской авиации (Феодосия) с входящими в их состав управлениями и испытательными станциями был создан единый Государственный Краснознаменный научно-испытательный институт ВВС — ГК НИИ ВВС. Основная база института и его управление размещались в Ахтубинске около станции Владимировка. Здесь же располагались 4 научно-испытательных управления ГК НИИ ВВС: испытаний комплексов перехвата, фронтовой авиации и самолётов ближней разведки (1-е), дальней авиации, средств поражения и средств дальней самолётной разведки (2-е), крылатых ракет класса «земля-земля» (8-е), трассовых испытаний и измерений (9-е), а также 2 исследовательских авиаполка (дальних бомбардировщиков и смешанный).
На бывшей основной базе ГК НИИ ВВС в Чкаловской был создан филиал объединенного ГК НИИ ВВС. В его состав вошло 3 научно-испытательных управления: испытаний военно-транспортных, пассажирских и учебно-тренировочных самолётов, вертолётов и винтокрылов (4-е), радиотехнического и электроспецоборудования самолётов, авиационных ракет и аэродромов (5-е) и авиадвигателей (6-е), а также отдельный смешанный исследовательский авиаполк и три отдела: испытаний средств наземного обслуживания самолётов и их систем; разработки испытательных установок и аппаратуры; испытаний высотного оборудования, средств спасения самолётов и космических аппаратов.
Кроме того, три управления ГК НИИ ВВС разместились на других базах: 3-е (испытаний авиационных средств противолодочной обороны и воздушной разведки), вместе с отдельным смешанным исследовательским авиаполком специального назначения — в Феодосии в Крыму (аэродром Кировское); 7-е (испытаний средств воздухоплавания) — в Вольске (Саратовская область); 10-е (испытаний специального авиационного вооружения) — в Энгельсе (Саратовская область). В состав ГК НИИ ВВС вошло также несколько полигонов и испытательных станций. Начальником ГК НИИ ВВС в 1961 году был назначен генерал М. С. Финогенов.
С 1960 года Ахтубинск (до 1959 — с. Владимировка) Астраханской области стал основной базой Института, куда перебазировались основные испытательные подразделения. Ранее на нынешней территории ГЛИЦ также располагался 6 НИИ ВВС (НИП-4, испытания авиационного вооружения), но с 1959 года он также вошёл в состав ГК НИИ ВВС. Именно здесь в дальнейшем проводились испытания всех боевых авиационных машин.
Таким образом по новой штатной структуре в состав Института входили: командование, штаб, политотдел, тыл, 10 испытательных управлений и другие службы. Среди них в Ахтубинске-7 (пос. Владимировка) Астраханской области были дислоцированы:
- 1-е научно-испытательное управление ГК НИИ ВВС (в/ч 18374) — служба лётных испытаний истребителей-перехватчиков ПВО и самолётов фронтовой авиации;
- 2-е научно-испытательное управление ГК НИИ ВВС (в/ч 19163) — служба лётных испытаний комплексов дальней авиации (после реорганизации 2-е управление влилось в первое. А вместо него создали второе управление ответственное за испытания авиационного вооружения и беспилотников);
- 5-е научно-испытательное управление ГК НИИ ВВС (в/ч 52530) — радиополигон;
- 9-е научно-испытательное управление ГК НИИ ВВС (в/ч 21239) — трассово-измерительный комплекс;
- 10-е научно-испытательное управление ГК НИИ ВВС — испытания специзделий. В 1972 году 71-й полигон ВВС в поселке Багерово прекратил свое существование как самостоятельная организация и по директиве Генерального штаба МО был реорганизован в 10 Управление при 8 ГНИИ ВВС с дислокацией в р-не города Ахтубинска.

В городе Феодосия, аэродром Кировское, полигон Чауда:
- 3-е научно-испытательного управления ГК НИИ ВВС (в/ч 36851) — служба лётных испытаний авиационных комплексов противолодочной обороны.

В Щелково-10 (п. Чкаловский) Московской области (в/ч 22737):
- 4-е научно-испытательное управление ГК НИИ ВВС — испытания штурмовиков, вертолётов, учебно-тренировочных самолётов;
- 7-е научно-испытательное управления ГК НИИ ВВС — испытания средств жизнеобеспечения и спасения (тормозных парашютов, скафандров, катапульт);
- 8-е научно-испытательное управления ГК НИИ ВВС — испытания авиадвигателей с авиационным полком испытаний.

В Вольском районе Саратовской области:
- 6-е научно-испытательное управления ГК НИИ ВВС — воздухоплавательный центр.

В 1965 году при сохранении в целом той же структуры институт получил новое название — теперь он стал именоваться Государственным научно-испытательным Краснознаменным институтом ВВС (ГНИКИ ВВС, позднее — 8 ГНИИ ВВС), в 1967 году ему было присвоено имя В. П. Чкалова, а 21 сентября 1970 года в честь пятидесятилетия ГНИКИ ВВС был награждён орденом Ленина. В мае 1972 года при ГНИКИ ВВС была создана школа военных лётчиков-испытателей, позднее преобразованная в Центр подготовки лётчиков-испытателей ВВС.
В 1960—1980-е годы в ГНИКИ ВВС прошли испытания все самолёты, вертолёты, авиационные ракеты и беспилотные летательные аппараты, создававшиеся отечественной авиапромышленностью для ВВС, войск ПВО и авиации ВМФ СССР, а также предназначенные для поставки на экспорт.
Проведены государственные испытания сверхзвуковых боевых самолётов МиГ-25Р (1966—1967), МиГ-23Б (1969—1970), МиГ-27К (1974), МиГ-31 (1979), МиГ-29 (1980—1981), реактивного военно-транспортного самолёта Ан-124 (1983—1984) и других самолётов. Большой вклад в эти испытания внёс Герой Советского Союза, заслуженный лётчик-испытатель СССР, генерал-майор авиации А. С. Бежевец.
В мае 1971 года город и институт посетила большая правительственная делегация: Л. И. Брежнев, Н. В. Подгорный, А. Н. Косыгин. Гостям была показана имитация воздушного боя между самолётами МиГ-23С и МиГ-21.
В 1989 году 8 ГНИИ ВВС получил название 929-й Государственный лётно-испытательный центр Министерства обороны СССР (929 ГЛИЦ МО СССР), а его филиал в Чкаловской стал 1338-м Испытательным центром (ИЦ) в составе 929 ГЛИЦ МО СССР. В 1990 году Государственный лётно-испытательный центр (ГЛИЦ) МО РФ им. В. П. Чкалова неоднократно посещали руководители государства. Институтом в эти годы руководили генералы И. Д. Гайдаенко, Л. И. Агурин, Л. В. Козлов.

### После распада СССР
В наступившие после распада СССР трудные для страны 1990-е годы вопрос стоял быть ГЛИЦу или нет. База бывшего 3-го управления ГЛИЦ в Феодосии, оказавшаяся за границей, стала Государственным авиационным научно-испытательным центром (ГАНИЦ) Министерства обороны Украины. Лишившись испытательной базы морской авиации и всех материалов по работам в этой области в период, когда полным ходом шли испытания первых в стране корабельных истребителей Су-27К и МиГ-29К (в том числе на борту ТАКР «Тбилиси»), лётчикам и инженерам из Ахтубинска пришлось практически с нуля организовать процесс их государственных испытаний. Для этого было выбрано место на Севере России, вблизи базирования ТАВКР «Адмирал Кузнецов», перешедшего в состав Северного Флота. В 1994 году, несмотря на огромные сложности, удалось успешно завершить государственные испытания первого российского сверхзвукового корабельного истребителя Су-33.
Две новые эскадрильи широкофюзеляжных воздушных пунктов управления (ВзПУ) Ил-80 (в 1997 году) и самолётов-ретрансляторов Ил-82 (в 1995 году) вошли в состав перешедшего в 1992 году на новую структуру 1338 ИЦ в Чкаловском в середине 1990-х годов. Их государственные испытания также удалось завершить в этот один из самых сложных периодов в жизни ГЛИЦ. Практическое прекращение закупок новой боевой авиатехники и значительное сокращение финансирования военных расходов в условиях экономического кризиса в России значительно повлияло на жизнь военных испытателей. В несколько раз сократился объем испытаний и снизилась численность лётного и инженерно-технического состава. Замедлились, а затем и вовсе приостановились испытания модернизированных истребителей МиГ-29М и Су-27М, штурмовика Су-25ТМ и нового высотного самолёта М-55. Слабыми темпами велась отработка нового многофункционального фронтового самолёта Су-34 и модернизированного транспортного Ил-76МФ.
ГЛИЦ в это труднейшее для страны время руководили генералы Ю. П. Клишин, О. А. Терентьев. В марте 1996 года генерала Клишина, назначенного на пост заместителя Главнокомандующего ВВС России по вооружению, сменил генерал-лейтенант В. С. Картавенко.
10 мая 1996 года в рамках предвыборного турне Ахтубинск посетил первый президент РФ Б. Н. Ельцин, где вручил ряд государственных наград лётчикам-испытателям (Герой Российской Федерации, заслуженный лётчик-испытатель СССР генерал-майор авиации, Почётный житель города Ахтубинска Виктор Мартынович Чиркин и заслуженные лётчики-испытатели РФ Герои Российской Федерации Александр Михайлович Раевский и Николай Фёдорович Диордица).

### ГЛИЦ в начале XXI века
К концу 1990-х годов неблагоприятные тенденции удалось преодолеть. В значительной степени этому помогло заключение российскими разработчиками боевых самолётов новых экспортных контрактов. Созданные по заказу зарубежных заказчиков модифицированные многоцелевые истребители Су-30МКИ, Су-30МКК, Су-30МК2, МиГ-21бис- UPG, МиГ-29СМТ прошли в ГЛИЦ широкомасштабную программу испытаний, включая полёты на отработку боевого применения, что позволило начать их экспортные поставки, а затем и успешно завершить выполнение подписанных контрактов.
Оживление в ГЛИЦ, вызванное работами по зарубежным заказам, позволило в начале нового тысячелетия интенсифицировать испытания и в интересах российских ВВС. Возобновились полёты по программе государственных испытаний Су-34, работы по модернизации авиационной техники 4-го поколения. В Ахтубинске прошли испытания модернизированные истребители Су-27УБМ, Су-30КН и Су-27СМ, поступивший на вооружение ВВС в 2004 году. Были завершены госиспытания модернизированного штурмовика Су-25СМ и выполнены работы по модернизированному фронтовому бомбардировщику Су-24М2 и модернизированному истребителю-перехватчику МиГ-31БМ. В 2005 году в Ахтубинске приступили к испытаниям МиГ-29СМТ для ВВС России и успешно провели испытания нового ракетного вооружения для модернизируемых стратегических самолётов Ту-95МС и Ту-160. Проводилась отработка новых авиационных средств поражения. Реальный объем испытательных и научно-исследовательских работ, проведённых в ГЛИЦ в 2000-х годах, был гораздо больше, чем описан выше. В 1999 году генерал-лейтенанта В. С. Картавенко на посту начальника ГЛИЦ сменил генерал-лейтенант Ю. П. Трегубенков.
Указом Президента Российской Федерации от 30 марта 2012 года № 347 за мужество и героизм, проявленные при исполнении воинского долга, звание Героя Российской Федерации (посмертно) присвоено лётчикам-испытателям полковнику Александру Павловичу Кружалину и полковнику Олегу Леонидовичу Спичке, проходившим службу в Государственном лётно-испытательном центре имени В. П. Чкалова. Лётчики погибли 23 июня 2011 года в авиакатастрофе при выполнении сложного пилотажа во время испытательного полёта на палубном истребителе МиГ-29КУБ, вылетевшем с аэродрома Ахтубинск.

## Награды
- Орден Красного Знамени (1 июля 1944 года) — за образцовую работу, способствовавшую оснащению Военно-воздушных сил Красной Армии в период Великой Отечественной войны новыми типами самолётов, моторов, специального оборудования и авиационного вооружения, разработку методов их боевого применения и оказанную практическую помощь частям Военно-воздушных сил Красной Армии в освоении новых видов авиационной техники (указ Президиума Верховного Совета СССР от 1 июля 1944 года);
- Орден Ленина (21 сентября 1970 года) — за большие заслуги в деле развития и испытаний авиационной, космической техники и в ознаменование 50-летия 8 ГНИКИ ВВС им. В. П. Чкалова;

## Руководители

### Начальники института (1920—1989 годы)
- М. В. Анохин (1920—1922)
- П. С. Дубенский (1923—1924)
- Н. И. Львов (1924—1926)
- С. А. Монастырёв (1924—1926)
- В. С. Горшков (1926—1930)
- Г. А. Зильберт (1930—1932)
- Н. В. Бузанов (1932—1933)
- В. К. Лавров (1933) — репрессирован[16]
- дивизионный инженер В. С. Коннэрт (1933—1935)
- комдив Н. Н. Бажанов (1935—1937) — репрессирован[17]
- генерал-майор  авиации А. И. Филин (1937 — 05.1941) — репрессирован
- генерал-лейтенант авиации И. Ф. Петров (05-06.1941, 27.04. — 06.1942)
- генерал-майор ИТС П.И. Фёдоров (07.1941 — 04.1942)
- генерал-лейтенант ИАС П.А. Лосюков (1942—1944)
- генерал-полковник ИАС А.К. Репин (1944—1946)
- генерал-лейтенант авиации Я.Л. Бибиков (1946—1947)
- генерал-лейтенант авиации О.В. Толстиков (1947—1949)
- генерал-полковник  авиации В.Н. Кобликов  (1949)
- генерал-майор  авиации М. В. Редькин (1950—1952)
- генерал-лейтенант авиации А. C. Благовещенский (1952—1959)
- генерал-майор  авиации Н. Т. Пушко (1959—1961)
- генерал-лейтенант М.С.Финогенов(1961—1970)
- генерал-полковник И.Д.Гайдаенко (лето 1970—1978)
- генерал-полковник Л.И.Агурин (1978—1987)
- генерал-лейтенант авиации Л.В. Козлов (1987—1991)

### Начальники ГЛИЦ (1989-н.в.)
- генерал-лейтенант Ю.П. Клишин (1991 — 03.1996)
- генерал-лейтенант В. С. Картавенко (1996—1998)
- генерал-лейтенант Ю. П. Трегубенков (1999—2007)
- полковник А. М. Раевский (врио 2008)
- полковник А. А. Лаптев (врио 2008—2009)
- генерал-лейтенант Р. А. Бариев (2009 — н. в.)

### Начальники штаба — первые заместители
- Трунов Константин Иванович (1931—1935)
- Щербаков С. О. (1935—1941)
- Генерал-майор ИТС Вахрушев Викентий Яковлевич (1941—1944)
- Генерал-лейтенант ИТС Гребенёв Алексей Иванович (1944—1950)
- Генерал-майор авиации	Кириллов Дмитрий Никонорович (1950—1951)
- Полковник Рыцк Константин Станиславович (1952—1958)
- Гвардии генерал-майор Степанов Константин Захарович (1958—1961)
- Генерал-майор авиации	Пашков Николай Павлович	(1964—1969)
- Генерал-майор авиации	Коробкин Василий Ильич	(1969—1972)
- Генерал-полковник инженер Кремлев, Виталий Яковлевич (1972—1978)
- Генерал-майор инженер Довгань Владимир Корнеевич (1978—1983)
- Генерал-майор авиации	Шапетько Александр Александрович (1983—1992)
- Генерал-майор О. А. Терентьев(1993 — 12.2005)[18][19][20][21]

## Испытатели — Герои Советского Союза
- Антипов, Юрий Александрович
- Бахчиванджи, Григорий Яковлевич
- Бежевец, Александр Саввич
- Бряндинский, Александр Матвеевич
- Грузевич, Бронислав Иванович
- Данилин, Сергей Алексеевич
- Долгов, Пётр Иванович
- Иванов, Василий Гаврилович
- Иванов, Виктор Алексеевич
- Кондауров, Владимир Николаевич
- Коровин, Николай Аркадьевич
- Коровушкин, Николай Иванович
- Котлов, Василий Сергеевич
- Кувшинов, Леонид Михайлович
- Кузнецов, Виктор Игнатьевич
- Мигунов, Валерий Валентинович
- Микоян, Степан Анастасович
- Николаев, Александр Фёдорович
- Петров, Вадим Иванович
- Романюк, Василий Григорьевич
- Сарыгин, Александр Васильевич
- Серов, Анатолий Константинович
- Стариков, Анатолий Константинович
- Стефановский, Пётр Михайлович
- Стогов, Николай Ильич
- Супрун, Степан Павлович
- Юмашев, Андрей Борисович

## Испытатели — Герои Российской Федерации
- Андронов, Анатолий Васильевич
- Бариев, Радик Абрарович
- Демьяненко, Сергей Иванович
- Диордица, Николай Фёдорович
- Крицкий, Вячеслав Николаевич
- Кружалин, Александр Павлович
- Осыковый, Николай Михайлович
- Петруша, Вячеслав Станиславович
- Раевский, Александр Михайлович
- Спичка, Олег Леонидович
- Стефанов, Максим Анатольевич
- Тарелкин, Игорь Евгеньевич
- Федосов, Виктор Владиславович
- Храпцов, Сергей Иванович
- Петров, Александр Петрович
- Юрченко, Владимир Владимирович

Колпаков, Николай Викторович
Климов, Александр Михайлович